# Perryton
Perryton é uma cidade localizada no estado norte-americano de Texas, no Condado de Ochiltree.

## Demografia
Segundo o censo norte-americano de 2000, a sua população era de 7774 habitantes.
Em 2006, foi estimada uma população de 8236, um aumento de 462 (5.9%).

## Geografia
De acordo com o United States Census Bureau tem uma área de 11,6 km², dos quais 11,5 km² cobertos por terra e 0,1 km² cobertos por água. Perryton localiza-se a aproximadamente 896 m acima do nível do mar.

## Localidades na vizinhança
O diagrama seguinte representa as localidades num raio de 44 km ao redor de Perryton.